# Зелм
Зелм (њем. Selm) град је у њемачкој савезној држави Северна Рајна-Вестфалија. Једно је од 10 општинских средишта округа Уна. Према процјени из 2010. у граду је живјело 27.247 становника. Посједује регионалну шифру (AGS) 5978032, NUTS (DEA5C) и LOCODE (DE SEM) код.

## Географски и демографски подаци
Зелм се налази у савезној држави Северна Рајна-Вестфалија у округу Уна. Град се налази на надморској висини од 111 метара. Површина општине износи 60,3 km². У самом граду је, према процјени из 2010. године, живјело 27.247 становника. Просјечна густина становништва износи 452 становника/km².

## Међународна сарадња
| Мјесто     | Држава               | Врста сарадње | Од    |
| ---------- | -------------------- | ------------- | ----- |
| Воркингтон | Уједињено Краљевство | партнерство   | 1994. |
|            | Француска            | партнерство   | 1992. |
| Извор      |                      |               |       |